# Olympische Sommerspiele 1968/Teilnehmer (Peru)
| Gelbes Symbol für Goldmedaillen mit stilisierten Olympischen Ringen | Graues Symbol für Silbermedaillen mit stilisierten Olympischen Ringen | Braundes Symbol für Bronzemedaillen mit stilisierten Olympischen Ringen |
| ------------------------------------------------------------------- | --------------------------------------------------------------------- | ----------------------------------------------------------------------- |
| —                                                                   | —                                                                     | —                                                                       |

Peru nahm an den Olympischen Sommerspielen 1968 in Mexiko-Stadt mit einer Delegation von 28 Athleten (16 Männer und 12 Frauen) an 21 Wettkämpfen in acht Sportarten teil. Ein Medaillengewinn gelang keinem der Athleten.

## Teilnehmer nach Sportarten

### Boxen
- Luis Minami
Leichtgewicht: im Viertelfinale ausgeschieden

- Marcelo Quiñones
Mittelgewicht: in der 1. Runde ausgeschieden

### Fechten
- Enrique Barúa
Florett: in der 1. Runde ausgeschieden

### Gewichtheben
- Efrain Gusquiza
Halbschwergewicht: 15. Platz

### Leichtathletik
Männer
- Fernando Acevedo
200 m: im Halbfinale ausgeschieden

- Alfredo Deza
110 m Hürden: im Vorlauf ausgeschieden

- Fernando Abugattas
Hochsprung: 29. Platz

- Roberto Abugattas
Hochsprung: 35. Platz

### Rudern
- Lauro Pacussich
Zweier mit Steuermann: im Viertelfinale ausgeschieden

- Juan López
Zweier mit Steuermann: im Viertelfinale ausgeschieden

- Héctor Menacho
Zweier mit Steuermann: im Viertelfinale ausgeschieden

### Schießen
- Víctor Tantalean
Schnellfeuerpistole 25 m: 41. Platz

- Antonio Vita
Freie Pistole 50 m: 42. Platz

- Gladys Baldwin
Kleinkalibergewehr liegend 50 m: 31. Platz

- Walter Perón
Trap: 48. Platz

- Pedro Gianella
Skeet: 5. Platz

### Schwimmen
Männer
- Juan Carlos Bello
200 m Freistil: im Vorlauf ausgeschieden
200 m Lagen: 4. Platz

Frauen
- Rosario de Vivanco
100 m Freistil: im Vorlauf ausgeschieden
200 m Freistil: im Vorlauf ausgeschieden

- Consuelo Changanaqui
200 m Freistil: im Vorlauf ausgeschieden
400 m Freistil: im Vorlauf ausgeschieden
200 m Lagen: im Vorlauf ausgeschieden
400 m Lagen: im Vorlauf ausgeschieden

### Volleyball
- 4. Platz
Norma Velarde
Alicia Sánchez
Aida Reyna
Ana María Ramírez
Teresa Nuñez
Esperanza Jiménez
Luisa Fuentes
Irma Cordero
Olga Asato